# Super Sanremo 2012
Super Sanremo 2012 è un album compilation contenente alcuni brani in gara al Festival di Sanremo 2012, oltre ad un brano interpretato dal co-conduttore Rocco Papaleo.
La raccolta, prodotta da Sony Music, è stata pubblicata il 15 febbraio 2012; debutta alla prima posizione della classifica FIMI Compilation di FIMI, posizione mantenuta anche durante le tre settimane successive; la compilation inoltre raggiunge la quinta posizione della Top 25 Compilation Svizzera stilata da Swiss Music Charts.

## Tracce
1. Gigi D'Alessio e Loredana Bertè - Respirare (Gigi D'Alessio, Vincenzo D'Agostino)  - 4:51
2. Pierdavide Carone e Lucio Dalla - Nanì (Pierdavide Carone, Lucio Dalla) - 3:23
3. Dolcenera - Ci vediamo a casa (Emanuela Trane) - 3:59
4. Samuele Bersani - Un pallone (Samuele Bersani) - 3:38
5. Arisa - La notte (Giuseppe Anastasi)  - 3:55
6. Noemi - Sono solo parole (Fabrizio Moro) - 3:36
7. Eugenio Finardi - E tu lo chiami Dio (Roberta Di Lorenzo)  - 3:20
8. Chiara Civello - Al posto del mondo (Chiara Civello, Diana Tejera) - 3:50
9. Marlene Kuntz - Canzone per un figlio - (Cristiano Godano, Riccardo Tesio, Luca Bergia) 3:39
10. Alessandro Casillo - È vero (che ci sei) (Alessandro Casillo, Matteo Bassi, Emiliano Bassi) - 3:43
11. Celeste Gaia - Carlo (Celeste Gaia Torti) - 3:33
12. Iohosemprevoglia - Incredibile (Vittorio Nacci) - 3:13
13. Marco Guazzone - Guasto (Marco Guazzone) - 3:27
14. Erica Mou - Nella vasca da bagno del tempo (Erica Musci) - 3:43
15. Giordana Angi - Incognita poesia (Giordana Angi) - 3:32
16. Rocco Papaleo - Come vivere (Rocco Papaleo) - 3:27

## Classifiche
| Classifica | Posizione più alta |
| ---------- | ------------------ |
| Italia     | 1                  |
| Svizzera   | 5                  |

### Andamento nella classifica italiana
| Posizione | 1 | 1 | 1 | 1 | 3 | 3 |  |  |  |  |

### Andamento nella classifica svizzera
| Posizione | 5 | 9 | 9 | 16 | 16 |  |  |  |  |  |